# Пам'ятник Тарасові Шевченку (Добропілля)

## Основні дані
Автори: скульптор Антип Петро Іванович; художник: Чудовський Костянтин Дмитрович.
Матеріал: бюст — залізобетон, плінт — сірий граніт, червоний граніт.
Станом на 2017 рік бюст вкрито тонуванням бронзового кольору.
Розміри: Бюст — 0,8 х 0,8×0,5 м. Постамент — 2 х 0,61×0.63 м.
Місце розташування: м. Добропілля, б. Шевченка, 2.

## Історична довідка
Пам'ятник Т. Г. Шевченку у м. Добропіллі Донецької області створений за ініціативою мешканців міста, громадських організацій. Відкриття пам'ятника відбулось 24 серпня 2001 року рішенням Добропільського міськвиконкому.

## Характеристики
Пам'ятник представляє твір круглої скульптури — бюст видатного українського поета і художника Т. Г. Шевченка. Зображення погрудне. У підніжжі постаменту встановлено камінь з меморіальним написом — уривком з твору «Заповіт»: «Мене в сім'ї великій
в сім'ї вольній, новій
не забудьте пом'янути
не злим тихим словом»